# Фестиваль Санремо 2021
Фестиваль Санремо 2021 (італ. 71º Festival della Canzone Italiana di Sanremo 2021) — 71-й випуск щорічного музичного Фестивалю Санремо, що пройшов з 2 по 6 березня 2021 року в театрі Арістон. Учасниками конкурсу стали 34 виконавці, які складалися з двох категорій: відомі та нові артисти. Переможцем Фестивалю Санремо 2021 став гурт Måneskin зі своєю піснею «Zitti e buoni», який приніс Італії перемогу на Пісенному конкурсі Євробачення 2021. Вперше з 2005 року захід пройшов повністю у березні, а також Фестиваль вперше пройшов без глядачів у залі через пандемію COVID-19.

## Формат

### Ведучі
Незабаром після закінчення Фестивалю Санремо 2020 в RAI офіційно підтвердили, що Амадеус стане ведучим конкурсу й у 2021 році. Разом з Амадеусом ведучим став й італійський комік і телеведучий Фіорелло, який виступив співведучим другий рік поспіль. Протягом п'яти вечорів шоу з'являлися також нові жінки-співведучі, серед яких: Матильда Де Анжеліс, Елоді, Вітторія Черетті, Барбара Паломбеллі та Беатріс Венеці. Британська супермодель Наомі Кемпбелл мала стати співведучою першого вечора Санремо 2021, але через обмеження, введені в США у зв'язку з пандемією COVID-19, Кемпбел була змушена відмовитися від участі.

### Голосування
Голосування відбувалося за допомогою комбінації чотирьох методів:
1. Публічне телеголосування, яке здійснюється за допомогою телефону, офіційного мобільного додатку конкурсу та онлайн-голосування.
2. Журі, преси, телебачення, радіо та Інтернету.
3. Демоскопічне журі, до складу якого входять шанувальники музики, які голосували з дому за допомогою електронної системи голосування, керованої Ipsos.
4. Музиканти та співаки оркестру музичного Фестивалю Санремо.

Голосування протягом п'яти вечорів за категорію «Відомі артисти»:
- Перший вечір: демоскопічне журі.
- Другий вечір: демоскопічне журі.
- Третій вечір: музиканти й співаки оркестру Фестивалю Санремо.
- Четвертий вечір: журі, преса, телебачення, радіо та Інтернет.

- П'ятий вечір: телеголосування. Наприкінці вечора було складено рейтинг пісень/виконавців, що визначається середнім відсотком голосів, які були отримані протягом усіх вечорів. На основі середнього відстотку визначаються три фіналісти змагання. Для вибору переможця системи голосування мали таку вагу: 34 % телеглядачі; 33 % журі, преса, телебачення, радіо та Інтернету; 33 % демоскопічне журі.

Голосування протягом трьох вечорів за категорію «Нові артисти»:
- Перший, другий та четвертий вечори: 34 % телеглядачі; 33 % журі, преса, телебачення, радіо та Інтернету; 33 % демоскопічне журі.

## Відбір артистів

### Нові артисти
Артисти, які брали участь у категорії Новачків, були відібрані за допомогою двох окремих попередніх конкурсів: Санремо Джовані та Район Санремо.

#### Санремо Джовані 2020
7 жовтня 2020 року комісія RAI на Фестивалю Санремо 2021 оголосила список із 961 заявок, але на першому етапі було відібрано лише 61 виконавця з усіх італійських регіонів (окрмі Базилікати та Валле-д'Аости), а також з-за кордону. 20 жовтня 2020 року журі Фестивалю обрало 20 півфіналістів у категорії Нові артисти. Відбору передували п'ять шоу на «AmaSanremo» під керівництвом Амадеуса та Ріккардо Россі, які відібрали 10 фіналістів після того, як артисти представили свої роботи.
17 грудня 2020 року 10 фіналістів виконали свої пісні в казино Sanremo, що транслювалося як шоу Sanremo Giovani 2020. Телеглядачі, музична комісія та шість членів журі обрали шістьох фіналістів для секції Новачків Фестивалю Санремо 2021 року.
| №  | Учасник       | Пісня                | Голосування | Голосування  | Голосування | Загалом | Місце |
| №  | Учасник       | Пісня                | Журі        | Муз. комісія | Глядачі     | Загалом | Місце |
| -- | ------------- | -------------------- | ----------- | ------------ | ----------- | ------- | ----- |
| 1  | Folcast       | «Scopriti»           | 10.65 %     | 12.41 %      | 11.98 %     | 11.68 % | 2     |
| 2  | Грета Цукколі | «Ogni cosa sa di te» | 10.65 %     | 12.41 %      | 11.81 %     | 11.62 % | 1     |
| 3  | Wrongonyou    | «Lezioni di volo»    | 7.60 %      | 6.20 %       | 15.03 %     | 9.67 %  | 5     |
| 4  | Гаудіано      | «Polvere da sparo»   | 11.41 %     | 12.41 %      | 7.26 %      | 10.33 % | 3     |
| 5  | I Desideri    | «Lo stesso cielo»    | 7.98 %      | 9.51 %       | 7.76 %      | 7.32 %  | 8     |
| 6  | Avincola      | «Goal!»              | 11.03 %     | 12.41 %      | 10.71 %     | 11.38 % | 4     |
| 7  | Hu            | «Occhi Niagara»      | 11.41 %     | 12.41 %      | 5.80 %      | 9.83 %  | 7     |
| 8  | M.e.r.l.o.t   | «Sette volte»        | 10.65 %     | 6.45 %       | 5.46 %      | 7.50 %  | 10    |
| 9  | Давід Шорті   | «Regina»             | 9.13 %      | 12.41 %      | 10.64 %     | 10.72 % | 6     |
| 10 | Le Larve      | «Musicareoplano»     | 9.51 %      | 6.70 %       | 13.55 %     | 9.95 %  | 9     |

#### Район Санремо
Після прослуховувань Комісія RAI у складі Вітторіо Де Скальзі, Россани Казале, Джанмауріціо Фодераро, Еріки Моу та G Max, а також Мауріліо Джордана серед 600 співаків визначили 8 пісень, що пройшли до наступного етапу, серед яких:
- Аврора Фадель
- Dellai
- Елена Фаджі
- Федеріка Марінарі
- Франческа Міола
- Guasto
- Лука д'Арбенціо
- Mirall

#### Фіналісти
У висновку фіналістами в категорії Нові артисти стали наступні виконавці:
- Gaudiano — «Polvere da sparo»
- Folcast — «Scopriti»
- Greta Zuccoli — «Ogni cosa sa di te»
- Davide Shorty — «Regina»
- Wrongonyou — «Lezioni di volo»
- Avincola — «Goal!»
- Elena Faggi — «Che ne so»
- Dellai — «Io sono Luca»

## Учасники
| Учасник                      | Пісня                         | Попередня участь |
| Відомі артисти               | Відомі артисти                | Відомі артисти   |
| ---------------------------- | ----------------------------- | ---------------- |
| Aiello                       | «Ora»                         | Вперше           |
| Arisa                        | «Potevi fare di più»          | 2019             |
| Bugo                         | «E invece sì»                 | 2020             |
| Colapesce, Dimartino         | «Musica leggerissima»         | Вперше           |
| Coma_Cose                    | «Fiamme negli occhi»          | Вперше           |
| Extraliscio та Давід Тоффоло | «Bianca luce nera»            | Вперше           |
| Fasma                        | «Parlami»                     | 2020             |
| Fulminacci                   | «Santa Marinella»             | Вперше           |
| Gaia                         | «Cuore amaro»                 | Вперше           |
| Ghemon                       | «Momento perfetto»            | 2019             |
| Irama                        | «La genesi del tuo colore»    | 2019             |
| La Rappresentante di Lista   | «Amare»                       | Вперше           |
| Lo Stato Sociale             | «Combat pop»                  | 2018             |
| Madame                       | «Voce»                        | Вперше           |
| Måneskin                     | «Zitti e buoni»               | Вперше           |
| Noemi                        | «Glicine»                     | 2018             |
| Random                       | «Torno a te»                  | Вперше           |
| Анналіза                     | «Dieci»                       | 2018             |
| Віллі Пейот                  | «Mai dire mai (la locura)»    | Вперше           |
| Джіо Еван                    | «Arnica»                      | Вперше           |
| Ермаль Мета                  | «Un milione di cose da dirti» | 2018             |
| Маліка Аяне                  | «Ti piaci così»               | 2015             |
| Макс Газе                    | «Il farmacista»               | 2018             |
| Орієтта Берті                | «Quando ti sei innamorato»    | 1992             |
| Франческа Мік'єлін та Fedez  | «Chiamami per nome»           | 2016 (Франческа) |
| Франческо Ренга              | «Quando trovo te»             | 2019             |
| Нові артисти                 |                               |                  |
| Avincola                     | «Goal!»                       | Вперше           |
| Dellai                       | «Io sono Luca»                | Вперше           |
| Folcast                      | «Scopriti»                    | Вперше           |
| Wrongonyou                   | «Lezioni di volo»             | Вперше           |
| Гаудіано                     | «Polvere da sparo»            | Вперше           |
| Грета Цукколі                | «Ogni cosa sa di te»          | Вперше           |
| Давід Шорті                  | «Regina»                      | Вперше           |
| Елена Фаджі                  | «Che ne so»                   | Вперше           |

## Шоу

### Перший вечір
Перші тринадцять Відомих Артистів виконали свою пісню, а перші чотири Нових артисти виконали свою пісню по двоє у двох матчах.
| №  | Виконавець                                | Пісня                 | Демоскопічне журі | Місце |
| -- | ----------------------------------------- | --------------------- | ----------------- | ----- |
| 1  | Arisa                                     | «Potevi fare di più»  | 6                 | 11    |
| 2  | Colapesce, Dimartino                      | «Musica leggerissima» | 9                 | 17    |
| 3  | Aiello                                    | «Ora»                 | 13                | 26    |
| 4  | Франческа Мік'єлін та Fedez               | «Chiamami per nome»   | 4                 | 7     |
| 5  | Макс Газе & Trifluoperazina Monstery Band | «Il farmacista»       | 8                 | 16    |
| 6  | Noemi                                     | «Glicine»             | 2                 | 5     |
| 7  | Madame                                    | «Voce»                | 11                | 20    |
| 8  | Måneskin                                  | «Zitti e buoni»       | 7                 | 15    |
| 9  | Ghemon                                    | «Momento perfetto»    | 12                | 25    |
| 10 | Coma_Cose                                 | «Fiamme negli occhi»  | 10                | 18    |
| 11 | Анналіза                                  | «Dieci»               | 1                 | 2     |
| 12 | Франческо Ренга                           | «Quando trovo te»     | 5                 | 10    |
| 13 | Fasma                                     | «Parlami»             | 3                 | 6     |

| № | Виконавець  | Пісня              | Голосування | Голосування  | Голосування    | Місце   |
| № | Виконавець  | Пісня              | Журі (33 %) | Преса (33 %) | Глядачі (34 %) | Місце   |
| - | ----------- | ------------------ | ----------- | ------------ | -------------- | ------- |
| 1 | Гаудіано    | «Polvere da sparo» | 26.26 %     | 26.20 %      | 36.88 %        | 29.85 % |
| 2 | Елена Фаджі | «Che ne so»        | 23.42 %     | 22.79 %      | 17.28 %        | 21.12 % |
| 3 | Avincola    | «Goal!»            | 24.27 %     | 24.17 %      | 22.37 %        | 23.59 % |
| 4 | Folcast     | «Scopriti»         | 26.05 %     | 26.85 %      | 23.47 %        | 25.47 % |

### Другий вечір
Інші тринадцять Відомих артистів виконали свою пісню, а чотири інших Новачка вперше виконали свою пісню.
| №  | Виконавець                       | Пісня                         | Демоскопічне журі | Місце |
| -- | -------------------------------- | ----------------------------- | ----------------- | ----- |
| 1  | Orietta Berti                    | «Quando ti sei innamorato»    | 11                | 22    |
| 2  | Bugo                             | «E invece sì»                 | 13                | 24    |
| 3  | Gaia                             | «Cuore amaro»                 | 6                 | 12    |
| 4  | Lo Stato Sociale                 | «Combat Pop»                  | 4                 | 8     |
| 5  | La Rappresentante di Lista       | «Amare»                       | 8                 | 14    |
| 6  | Malika Ayane                     | «Ti piaci così»               | 3                 | 4     |
| 7  | Ermal Meta                       | «Un milione di cose da dirti» | 1                 | 1     |
| 8  | Extraliscio feat. Davide Toffolo | «Bianca luce nera»            | 9                 | 19    |
| 9  | Random                           | «Torno a te»                  | 12                | 23    |
| 10 | Fulminacci                       | «Santa Marinella»             | 7                 | 13    |
| 11 | Willie Peyote                    | «Mai dire mai (La locura)»    | 5                 | 9     |
| 12 | Gio Evan                         | «Arnica»                      | 10                | 21    |
| 13 | Irama                            | «La genesi del tuo colore»    | 2                 | 3     |

| № | Виконавець    | Пісня                | Голосування | Голосування  | Голосування    | Місце   |
| № | Виконавець    | Пісня                | Журі (33 %) | Преса (33 %) | Глядачі (34 %) | Місце   |
| - | ------------- | -------------------- | ----------- | ------------ | -------------- | ------- |
| 1 | Wrongonyou    | «Lezioni di volo»    | 26.01 %     | 26.59 %      | 24.45 %        | 25.67 % |
| 2 | Грета Цукколі | «Ogni cosa sa di te» | 23.78 %     | 23.42 %      | 25.98 %        | 24.41 % |
| 3 | Davide Shorty | «Regina»             | 25.00 %     | 26.82 %      | 30.51 %        | 27.47 % |
| 4 | Dellai        | «Io sono Luca»       | 25.22 %     | 23.17 %      | 19.07 %        | 22.45 % |

### Третій вечір
Під час третього вечора усі двадцять шість Великих артистів виконали пісню, що є частиною історії італійської музики. Артисти могли за бажанням обрати італійських або іноземних гостей для спільного виконання композиції.
| №  | Виконавець                                                   | Пісня                                            | Голосування | Голосування |
| №  | Виконавець                                                   | Пісня                                            | Оркестр     | Місце       |
| -- | ------------------------------------------------------------ | ------------------------------------------------ | ----------- | ----------- |
| 1  | Noemi Neffa                                                  | «Prima di andare via» (Neffa)                    | 17          | 12          |
| 2  | Fulminacci Valerio Lundini & Roy Paci                        | «Penso positivo» (Jovanotti)                     | 15          | 15          |
| 3  | Франческо Ренга Casadilego                                   | «Una ragione di più» (Орнелла Ваноні)            | 19          | 18          |
| 4  | Extraliscio та Давід Тоффоло Peter Pichler                   | «Rosamunda» (Medley)                             | 3           | 8           |
| 5  | Fasma Nesli                                                  | «La fine» (Nesli)                                | 20          | 16          |
| 6  | Bugo Pinguini Tattici Nucleari                               | «Un'avventura» (Лучіо Баттісті)                  | 23          | 23          |
| 7  | Франческа Мік'єлін та Fedez                                  | «E allora felicità» (Medley)                     | 21          | 19          |
| 8  | Irama                                                        | «Cirano» (Франческо Гуччіні)                     | 13          | 5           |
| 9  | Måneskin Manuel Agnelli                                      | «Amandoti» (CCCP Fedeli alla linea)              | 6           | 10          |
| 10 | Random The Kolors                                            | «Ragazzo fortunato»                              | 25          | 24          |
| 11 | Віллі Пейот Samuele Bersani                                  | «Giudizi universali» (Samuele Bersani)           | 4           | 3           |
| 12 | Орієтта Берті Le Deva                                        | «Io che amo solo te» (Sergio Endrigo)            | 2           | 9           |
| 13 | Джіо Еван The singers of The Voice Senior                    | «Gli anni» (883)                                 | 24          | 22          |
| 14 | Ghemon Neri per Caso                                         | L'essere infinito (Medley)                       | 10          | 20          |
| 15 | La Rappresentante di Lista Donatella Rettore                 | «Splendido splendente» (Donatella Rettore)       | 9           | 11          |
| 16 | Arisa Michele Bravi                                          | «Quando» (Піно Даніеле)                          | 5           | 4           |
| 17 | Madame                                                       | «Prisencolinensinainciusol» (Адріано Челентано)  | 18          | 21          |
| 18 | Lo Stato Sociale E. Fanelli, F. Pannofino & the Sanremo crew | «Non è per sempre» (Afterhours)                  | 11          | 6           |
| 19 | Анналіза Fredrico Poggipollini                               | «La musica è finita»(Орнелла Ваноні)             | 7           | 2           |
| 20 | Gaia Lous and the Yakuza                                     | «Mi sono innamorato di te» (Луїджі Тенко)        | 12          | 14          |
| 21 | Colapesce, Dimartino                                         | «Povera patria» (Франко Баттіато)                | 14          | 17          |
| 22 | Coma_Cose Alberto Radius & Mamakass                          | «Il mio canto libero» (Лучіо Баттісті)           | 26          | 26          |
| 23 | Маліка Аяне                                                  | «Insieme a te non ci sto più» (Caterina Caselli) | 16          | 7           |
| 24 | Макс Газе Daniele Silvestri & MMB                            | «Del mondo» (CSI)                                | 8           | 13          |
| 25 | Ермаль Мета Napoli Mandolin Orchestra                        | «Caruso» (Лучіо Далла)                           | 1           | 1           |
| 26 | Aiello Vegas Jones                                           | «Gianna» (Rino Gaetano)                          | 22          | 25          |

### Четвертий вечір
Двадцять шість Відомих артистів знову виконали свої пісні, і було визначено переможця серед Новачків.
| №  | Виконавець                       | Пісня                          | Голосування преси | Місце |
| -- | -------------------------------- | ------------------------------ | ----------------- | ----- |
| 1  | Анналіза                         | «Dieci»                        | 17                | 4     |
| 2  | Aiello                           | «Ora»                          | 25                | 26    |
| 3  | Måneskin                         | «Zitti e buoni»                | 2                 | 5     |
| 4  | Noemi                            | «Glicine»                      | 6                 | 10    |
| 5  | Orietta Berti                    | «Quando ti sei innamorato»     | 12                | 12    |
| 6  | Colapesce & Dimartino            | «Musica leggerissima»          | 1                 | 8     |
| 7  | Max Gazzè                        | «Il farmacista»                | 14                | 14    |
| 8  | Willie Peyote                    | «Mai dire mai (La locura)»     | 3                 | 2     |
| 9  | Malika Ayane                     | «Ti piaci così»                | 9                 | 9     |
| 10 | La Rappresentante di Lista       | «Amare»                        | 4                 | 7     |
| 11 | Madame                           | «Voce»                         | 10                | 18    |
| 12 | Arisa                            | «Potevi fare di più»           | 7                 | 3     |
| 13 | Coma_Cose                        | «Fiamme negli occhi»           | 13                | 22    |
| 14 | Fasma                            | «Parlami»                      | 21                | 19    |
| 15 | Lo Stato Sociale                 | «Combat pop»                   | 15                | 11    |
| 16 | Francesca Michielin & Fedez      | «Chiamami per nome»            | 11                | 17    |
| 17 | Irama                            | «La genesi del tuo colore»     | 8                 | 6     |
| 18 | Extraliscio feat. Davide Toffolo | «Bianca luce nera»             | 18                | 13    |
| 19 | Ghemon                           | «Momento perfetto»             | 19                | 20    |
| 20 | Francesco Renga                  | «Quando trovo te»              | 22                | 21    |
| 21 | Gio Evan                         | «Arnica»                       | 24                | 23    |
| 22 | Ermal Meta                       | «Un millione di cose da dirti» | 5                 | 1     |
| 23 | Bugo                             | «E invece sì»                  | 23                | 24    |
| 24 | Fulminacci                       | «Santa Marinella»              | 16                | 15    |
| 25 | Gaia                             | «Cuore amaro»                  | 20                | 16    |
| 26 | Random                           | «Torno a te»                   | 26                | 25    |

| № | Виконавець  | Пісня              | Голосування | Голосування  | Голосування    | Голосування | Місце |
| № | Виконавець  | Пісня              | Журі (33 %) | Преса (33 %) | Глядачі (34 %) | Середнє     | Місце |
| - | ----------- | ------------------ | ----------- | ------------ | -------------- | ----------- | ----- |
| 1 | Давід Шорті | «Regina»           | 24.23 %     | 24.96 %      | 27.07 %        | 25.44 %     | 2     |
| 2 | Folcast     | «Scopriti»         | 24.16 %     | 24.74 %      | 23.36 %        | 24.08 %     | 3     |
| 3 | Гаудіано    | «Polvere da sparo» | 25.83 %     | 24.56 %      | 33.46 %        | 28.01 %     | 1     |
| 4 | Wrongonyou  | «Lezione di volo»  | 25.78 %     | 25.74 %      | 16.12 %        | 22.48 %     | 4     |

### П'ятий вечір
Двадцять шість Відомих артистів виконали свої пісні востаннє. Три найкращі пісні вийшли до суперфіналу, де був визначений переможець Фестивалю Санремо 2021.
| №  | Виконавець                   | Пісня                          | Голосування | Голосування | Голосування | Місце |
| №  | Виконавець                   | Пісня                          | Глядачі     | Місце       | Середнє     | Місце |
| -- | ---------------------------- | ------------------------------ | ----------- | ----------- | ----------- | ----- |
| 1  | Ghemon                       | «Momento perfetto»             | 1.13 %      | 20th        | 3.01 %      | 21    |
| 2  | Gaia                         | «Cuore amaro»                  | 1.12 %      | 22nd        | 3.16 %      | 19    |
| 3  | Irama                        | «La genesi del tuo colore»     | 7.74 %      | 5th         | 5.10 %      | 5     |
| 4  | Джіо Еван                    | «Arnica»                       | 1.01 %      | 23rd        | 2.59 %      | 23    |
| 5  | Ермаль Мета                  | «Un millione di cose da dirti» | 8.48 %      | 3rd         | 5.60 %      | 3     |
| 6  | Fulminacci                   | «Santa Marinella»              | 1.74 %      | 15th        | 3.36 %      | 16    |
| 7  | Франческо Ренга              | «Quando trovo te»              | 1.12 %      | 21st        | 2.87 %      | 22    |
| 8  | Extraliscio та Давід Тоффоло | «Bianca luce nera»             | 2.29 %      | 13th        | 3.60 %      | 12    |
| 9  | Colapesce & Dimartino        | «Musica leggerissima»          | 8.10 %      | 4th         | 5.14 %      | 4     |
| 10 | Маліка Аяне                  | «Ti piaci così»                | 1.13 %      | 19th        | 3.40 %      | 15    |
| 11 | Франческа Мік'єлін та Fedez  | «Chiamami per nome»            | 16.02 %     | 1st         | 6.86 %      | 1     |
| 12 | Віллі Пейот                  | «Mai dire mai (La locura)»     | 5.86 %      | 6th         | 4.80 %      | 6     |
| 13 | Орієтта Берті                | «Quando ti sei innamorato»     | 4.05 %      | 9th         | 4.10 %      | 9     |
| 14 | Arisa                        | «Potevi fare di più»           | 3.29 %      | 10th        | 4.03 %      | 10    |
| 15 | Bugo                         | «E invece sì»                  | 0.90 %      | 24th        | 2.48 %      | 24    |
| 16 | Måneskin                     | «Zitti e buoni»                | 13.02 %     | 2nd         | 6.45 %      | 2     |
| 17 | Madame                       | «Voce»                         | 5.37 %      | 7th         | 4.16 %      | 8     |
| 18 | La Rappresentante di Lista   | «Amare»                        | 2.68 %      | 11th        | 3.80 %      | 11    |
| 19 | Анналіза                     | «Dieci»                        | 4.72 %      | 8th         | 4.38 %      | 7     |
| 20 | Coma_Cose                    | «Fiamme negli occhi»           | 2.67 %      | 12th        | 3.09 %      | 20    |
| 21 | Lo Stato Sociale             | «Combat pop»                   | 1.79 %      | 14th        | 3.53 %      | 13    |
| 22 | Random                       | «Torno a te»                   | 0.45 %      | 26th        | 2.23 %      | 26    |
| 23 | Макс Газе                    | «Il farmacista»                | 0.66 %      | 25th        | 3.16 %      | 17    |
| 24 | Noemi                        | «Glicine»                      | 1.60 %      | 17th        | 3.49 %      | 14    |
| 25 | Fasma                        | «Parlami»                      | 1.69 %      | 16th        | 3.16 %      | 18    |
| 26 | Aiello                       | «Ora»                          | 1.38 %      | 18th        | 2.45 %      | 25    |

#### Суперфінал
| № | Виконавець                  | Пісня                         | Голосування | Голосування  | Голосування    | Голосування | Місце |
| № | Виконавець                  | Пісня                         | Журі (33 %) | Преса (33 %) | Глядачі (34 %) | Середнє     | Місце |
| - | --------------------------- | ----------------------------- | ----------- | ------------ | -------------- | ----------- | ----- |
| 1 | Ермаль Мета                 | «Un milione di cose da dirti» | 33.89 %     | 34.71 %      | 18.21 %        | 28.83 %     | 3     |
| 2 | Франческа Мік'єлін та Fedez | «Chiamami per nome»           | 33.13 %     | 30.13 %      | 28.26 %        | 30.49 %     | 2     |
| 3 | Måneskin                    | «Zitti e buoni»               | 32.97 %     | 35.16 %      | 53.53 %        | 40.68 %     | 1     |

## Трансляція та рейтинги
| Вечір     | Час (UTC+1) | Дата | Перша частина (21:00 — 00:00) | Перша частина (21:00 — 00:00) | Друга частина (00:00 — 1:30) | Друга частина (00:00 — 1:30) | Загальна аудиторія | Загальна аудиторія |
| Вечір     | Час (UTC+1) | Дата | Глядачі                       | Частка (%)                    | Глядачі                      | Частка (%)                   | Глядачі            | Частка (%)         |
| --------- | ----------- | ---- | ----------------------------- | ----------------------------- | ---------------------------- | ---------------------------- | ------------------ | ------------------ |
| Перший    | 21:00       | 2.03 | 11,176,000                    | 46.35                         | 4,212,000                    | 47.77                        | 8,363,000          | 46.60              |
| Другий    | 21:00       | 3.03 | 10,113,000                    | 41.21                         | 3,966,000                    | 45.70                        | 7,586,000          | 42.10              |
| Третій    | 21:00       | 4.03 | 10,596,000                    | 42.40                         | 4,369,000                    | 50.56                        | 7,653,000          | 44.30              |
| Четвертий | 21:00       | 5.03 | 11,115,000                    | 43.30                         | 4,980,000                    | 48.20                        | 8,014,000          | 44.70              |
| П'ятий    | 21:00       | 6.03 | 13,203,000                    | 49.90                         | 7,730,000                    | 62.50                        | 10,715,000         | 53.50              |